# Peter Hemmel von Andlau
Peter Hemmel von Andlau ou Pierre Hemmel d'Andlau (Andlau 1420/1425 – Strasbourg après 1501) est un maître verrier strasbourgeois qui travailla notamment à la cathédrale Notre-Dame de Strasbourg et la cathédrale d'Ulm. 

## Biographie
Peter Hemmel reprend en 1447 l'atelier de Heintz en épousant sa veuve puis celui de Hans Hertzog qui a la charge de l'entretien des vitraux de la cathédrale de Strasbourg en 1438-1439 et qui l'auteur des vitraux de l'église Sainte-Walburge de Walbourg. Hans von Maursmünster lui succède dans cette charge en 1466. Peter Hemmel et Hans von Maursmünster s'associent en 1477 auxquels s'adjoignent trois autres verrier, Théobald de Lixheim, Lienhard Spitznagel et Wernher Störe et forment ensemble une Werkstattgemeinschaft. Ils ont permis de diffuser la Strassburger fenster, la verrière « à la façon de Strasbourg », dans le Saint-Empire romain germanique, à Augsbourg, Urach, Tübingen, Lautenbach-en-Bade, Constance, Munich, Nuremberg, Salzbourg....
Il est présent à Nancy en novembre 1486 pour la pose dans l'église des Cordeliers de vitraux commandés par le duc René II.

## Œuvres
Parmi les vitraux portant sa signature ou qui lui sont attribués :
- Stiftskirche Nonnberg à Salzbourg, commandée en 1473 et livrée en 1480,
- un panneau à Obernai peut lui être attribué car il est cité dans deux textes, en 1475 et 1484,
- Francfort (1475)
- Nancy (1480)
- Notre-Dame de Thaur (1501)
- Cathédrale Saint-Étienne de Metz
- Église Saint-Guillaume de Strasbourg
- Église Sainte-Madeleine de Strasbourg (vitraux aujourd'hui exposés dans le Musée de l'Œuvre Notre-Dame)
- Cathédrale Notre-Dame de Munich

## Galerie

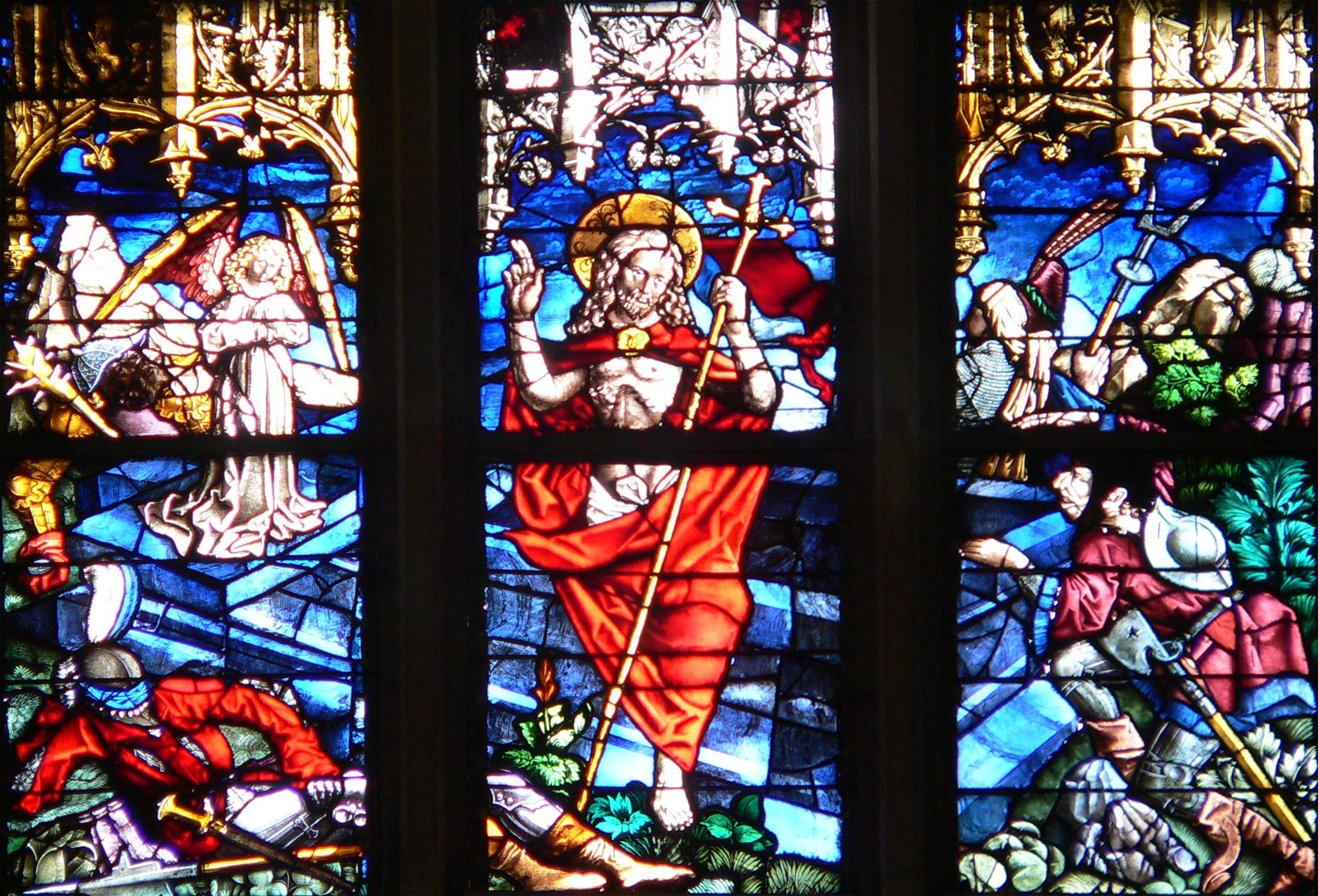
La résurrection de Jésus, détail d'un vitrail de la Cathédrale d'Ulm, ca. 1480.
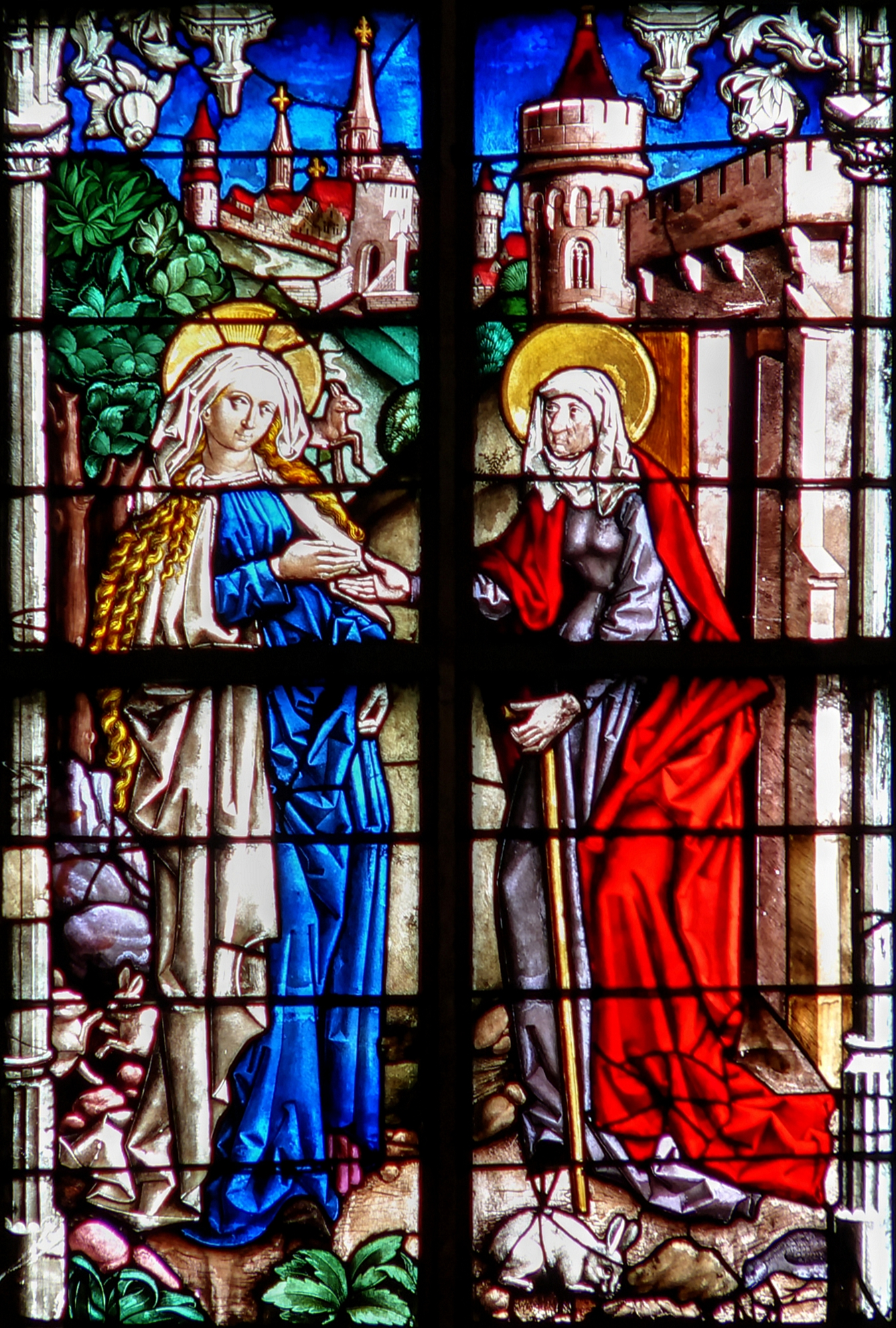
Visitation de la Vierge Marie, détail d'un vitrail de la Cathédrale d'Ulm, ca. 1480.
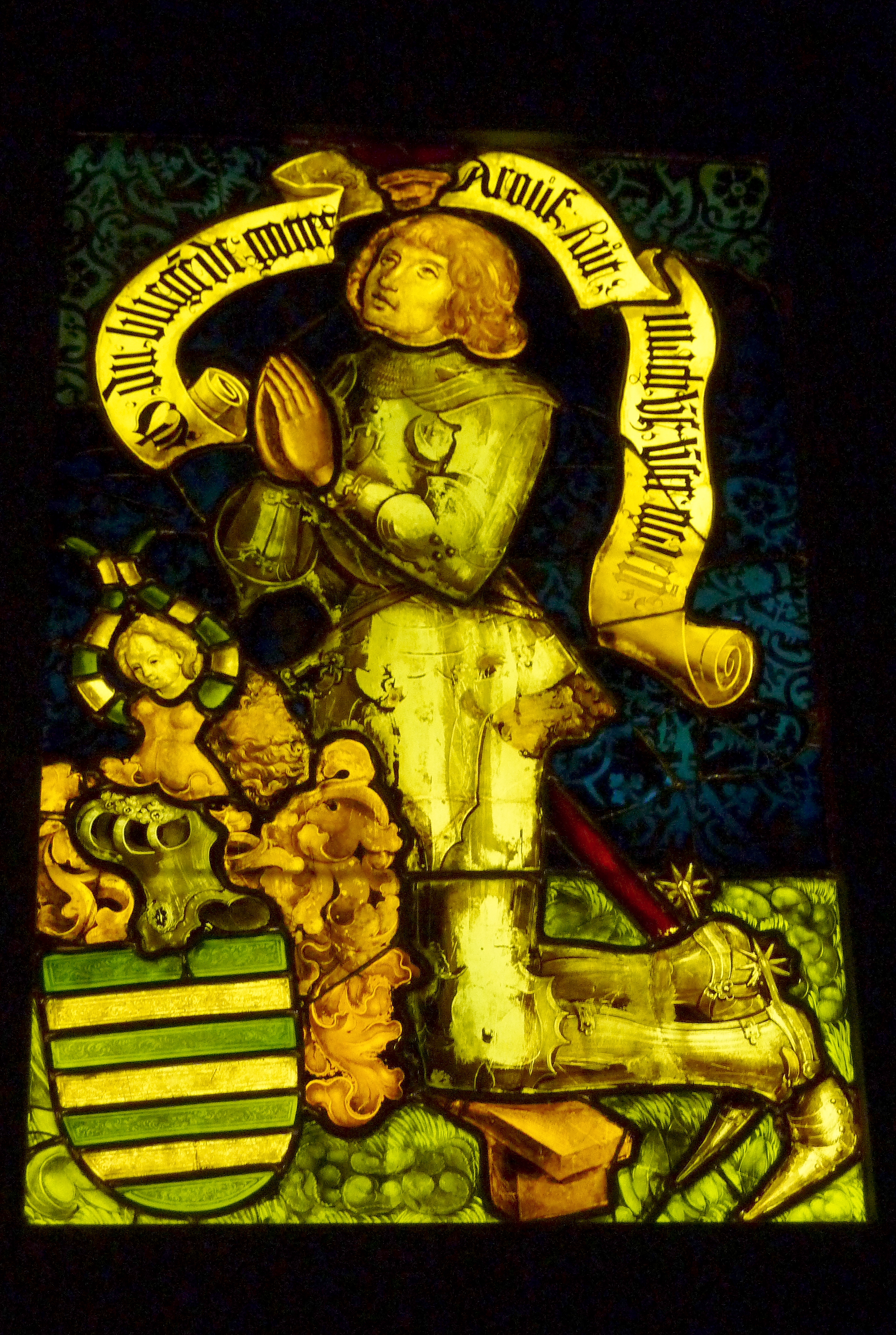
Vitrail exposé au Musée de Cluny
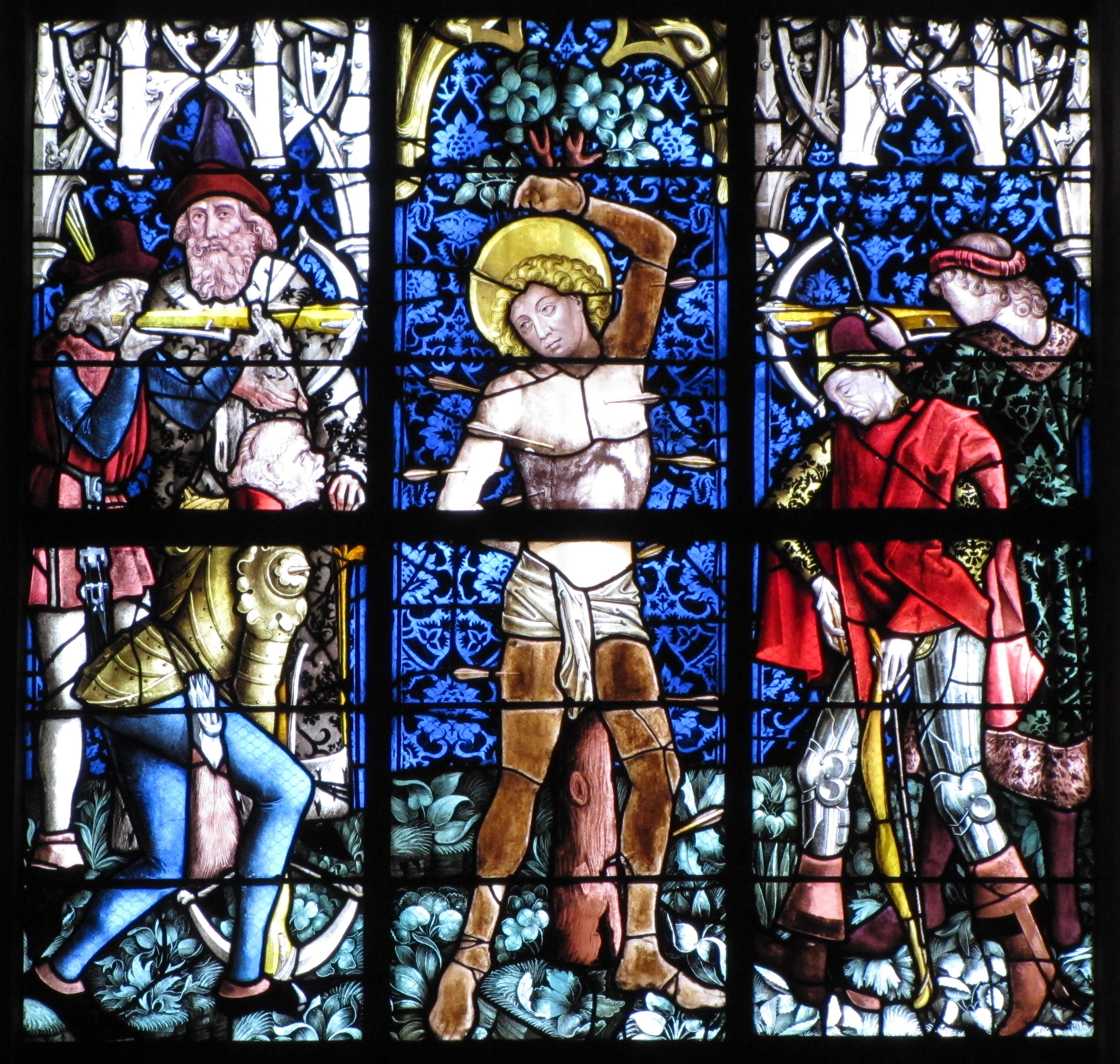
Vitrail néo-gothique réemployant des éléments gothiques dus à Peter Hemmel von Andlau, Église Saints-Pierre-et-Paul, Obernai
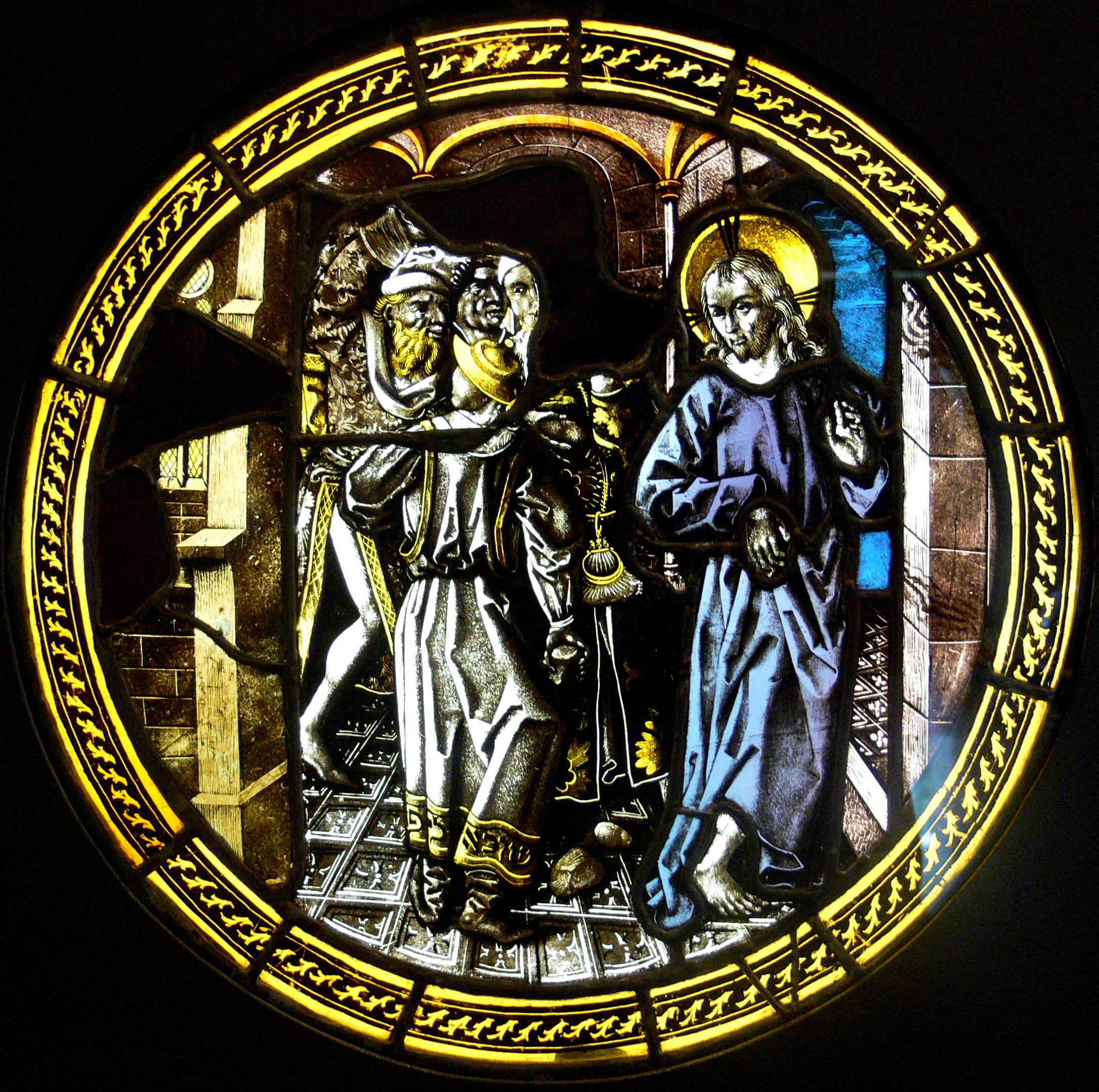
Vitrail exposé au Musée des Arts décoratifs de Berlin

## Sources
1. ↑  in Dictionnaire de la peinture, Larousse.